# 艾米恩斯體育會
艾米恩斯體育會（Amiens SC）法国艾米恩斯市的一个足球俱乐部，成立于1901年。现在参加法國足球乙級聯賽。
2017–18赛季是俱乐部116年历史上的第一个法甲赛季，他们以第13名的成绩获得了下一年法甲联赛的席位。艾米恩斯从来没有赢得过重大赛事的奖杯。